# 市町村の歴史
市町村の歴史（しちょうそんのれきし）では、地方公共団体（一部例外あり）としての市町村、つまり市・町・村を置く日本の地方自治制度の歴史について述べる。
市町村を置く制度を市町村制と呼ぶ。あるいは特に、1889年（明治22年）から1947年（昭和22年）まで本土の市町村を定めていた、市制（明治21年法律第1号）と町村制（明治21年法律第1号）を合わせてこう呼ぶ。ただし、これは公式には「市制及町村制」と呼んだ。

## 市町村以前
江戸時代、都市では街路ごとに町（あるいは丁）、農村などでは集落ごとに村があった。
しかし1872年11月10日（明治5年10月10日）に大区小区制が施行され、町村は廃止（ないし無視）された。大区は複数の小区からなり、小区は複数の町村からなった。これらは従来の町村名を無視して番号で呼ばれ、また自治権がまったくなく中央集権的であるなど、過剰に開化的・近代的であり、反発を呼んだ。
1878年（明治11年）7月22日、郡区町村編制法が公布され、本土では同年、北海道では翌1879年（明治12年）に施行された。大区と小区は廃され、江戸時代のものに近い区・町・村（区は新しい単位だが）が置かれた。
町村は、のちの市町村制下と同様に、郡の下に置かれた。これらは江戸時代の町村の名と区域を受け継いだ。したがって、市町村制下と同じ「町村」ではあっても、市町村制下の大字（あるいは都市部では町丁）に相当する小さな単位で、市町村制下の個々の市町村とは繋がりが薄い。そのため郷土史の分野では、江戸時代の小さな町村と現在のものに繋がる大きな市町村が市制・町村制で切り替わったように扱うことが多いが、市制・町村制自体は大合併を行う制度ではない。
大都市には郡から独立した区が置かれた。市町村制下の市に相当する。ただし三大都市にはそれぞれ複数の区が置かれ、市町村制下の区に相当するが、それらを総括する市にあたる単位はなかった。
この区・町・村を置く地方制度は、本土で市町村制が施行された1889年（明治22年）以降も、地域によっては、同じないし異なる法令に基づき継続した。

## 旧制度（1889 - 1947）

### 市制・町村制
1888年（明治21年）4月25日に市制と町村制が公布され、翌1889年（明治22年）4月1日以降に施行された。ただし全国同時ではなく、一部府県では1か月〜10か月半の遅れがあった。
北海道・沖縄県・「勅令を以って指定する島嶼」は、対象外とされた。島嶼の指定は、1889年（明治22年）1月17日公布の町村制ヲ施行セサル島嶼指定ノ件（明治22年勅令第1号）によってなされた。また、法律全般に言えることだが、共通法により外地にも適用されない。
市町村は、郡区町村制下の区町村と異なり、法人格を持つ地方公共団体となり、権限が拡大された。
ただし江戸時代と同じ規模の町村では行政能力が不足するので、市町村制施行の直前に、大規模な町村合併がなされた。これが「明治の大合併」である。これ以後、従来の町村は大字と呼ばれる。
区は、多くはそのまま市に移行した。三大都市では市が新設され、区は市の下の区（市の区）に移行した。
町村の大多数は町村制施行に前後してそれまでの名称に関係なく「町」「村」の語を名称の末尾に付したが、少数の町村は町村制以降もしばらくの間そうでない名称を名乗り続けた（東京府移管前の日野宿、府中駅など）。

### 例外
北海道・沖縄県・「勅令を以って指定する島嶼」・外地では、別の法制に基づく制度が布かれた。
多くの地域で、市町村、もしくは、市町村と異なる名だが相当する単位があり、それらは普通市制・普通町村制に相当する法で定められていた。
しばしば市の代わりに区があり、郡区町村制下のように、基礎自治体が区町村だった。いくつかの地域では、市ないし区に値する都市がなく、基礎自治体が町村だった。
のちに普通市制・普通町村制に移行した地域もある。その際、本土のような大規模な合併はなかった。

#### 北海道
北海道庁では、1897年（明治30年）5月29日に公布された北海道区制（明治30年勅令第158号）と、同日に公布された北海道一・二級町村制、すなわち、北海道一級町村制（明治30年勅令第159号）と北海道二級町村制（同日勅令第160号）にもとづき、1899年（明治32年）10月1日に区、1900年（明治33年）7月1日に一級町村、1902年（明治35年）4月1日に二級町村が置かれた。
町村には一級・二級の区別があり、大半は二級町村だった。一級町村は普通町村制の町村に似ていたが、二級町村は町村長が公選でないなど自治権が制限されていた。1943年（昭和18年）3月に呼び名が変わり、二級町村は指定町村となった。区別がなくなるのは戦後の1946年（昭和21年）である。
都市部（北海道区制施行時から札幌・函館・小樽、のちに旧町村域に釧路・室蘭・旭川）には区が置かれたが、1922年（大正11年）8月1日、普通市制により市に移行した。

#### 沖縄県
沖縄県の都市部（那覇・首里）では、1896年（明治29年）4月1日、沖縄県区制により那覇区と首里区が置かれた。それ以外の地域では、1907年（明治40年）3月16日公布・1908年（明治41年）4月1日施行の沖縄県及島嶼町村制により町村が置かれた。
1920年（大正9年）、沖縄県の町村は普通町村制の町村に移行し、同時に沖縄県及島嶼町村制は島嶼町村制に名を変えた。1922年（大正11年）5月20日、那覇区・首里区が普通市制の市に移行し、沖縄県は本土と同じ扱いになった。
終戦後占領下の1946年（昭和21年）1月29日、日本から分離された。

#### 指定島嶼
町村制から除外された島嶼は、本土と異なる、また互いにも異なる制度史をたどった。
島根県の隠岐では、1904年（明治37年）3月12日公布・同年5月1日施行の島根県隠岐国ニ於ケル町村制度ニ関スル件（明治37年勅令第63号）により、本土より15年遅れで普通町村制が施行された。
鹿児島県の奄美群島・トカラ列島・上三島、長崎県の対馬、東京府の伊豆大島・八丈島では、沖縄県と共に、1907年（明治40年）3月16日公布・1908年（明治41年）4月1日（八丈島は10月1日）施行の沖縄県及島嶼町村制により町村が置かれた。
しかしこれらは沖縄県も含め、1918年（大正7年）から1921年（大正10年）の間に普通町村制に移行した。1917年（大正6年）8月30日公布・翌1918年（大正7年）4月1日施行の長崎県対馬ノ国及島根県隠岐国ニ於ケル町村制度ニ関スル件（大正7年勅令第335号）により、対馬が移行した。1920年（大正9年）、沖縄県が移行し、法制は島嶼町村制と名を変えた。1921年（大正10年）には伊豆諸島が移行した。
東京府の小笠原諸島・青ヶ島では、沖縄県及島嶼町村制もしくは島嶼町村制は布かれず、1940年（昭和15年）4月1日の普通町村制施行により村が置かれた。
八丈小島では、旧制度下では最後まで市町村が置かれず、1953年（昭和28年）5月3日全国に地方自治法が施行されて初めて、村が置かれた。

#### 樺太
樺太庁（南樺太）では、1915年（大正4年）6月28日公布・同年8月1日施行の樺太ノ郡町村編制ニ関スル件（大正4年勅令第101号）により町村ができたが、内地の町村と異なり自治権はなかった。
1929年（昭和4年）3月27日公布・同年7月1日施行の樺太町村制（昭和4年法律第2号）により、従来の町村はそのまま新制度下の町村に移行した。町村は自治権を得て、北海道と同様の一級町村と二級町村の区別ができた。
1937年（昭和12年）3月23日公布・同年6月25日施行の樺太市制（昭和12年法律第1号）により、豊原町が豊原市となった。

#### 外地（樺太以外）
樺太以外の外地では、町村という名で基礎自治体が作られることはなかった。ただし、別の名前で対応した制度があった。
| 内地・樺太 | 市 | 町 | 村 |
| ---------- | -- | -- | -- |
| 関東州     | 市 | 会 | 会 |
| 台湾       | 市 | 街 | 庄 |
| 朝鮮       | 府 | 邑 | 面 |

台湾では、1920年（大正9年）7月30日に台湾市制が施行され、台北市・台中市・台南市が成立した。
関東州では、1924年（大正13年）5月24日公布・同年8月施行の関東州市制（大正13年勅令第130号）により、旅順市・大連市が成立した。1925年に関東州会制（大正14年勅令第238号）が公布された。

#### 東京都区部
1943年（昭和18年）6月1日公布・同年7月1日施行の東京都制（昭和18年法律第89号）により、東京市が廃止された（形式的には東京府と合併した）。旧東京市（東京都区部）には市町村がなくなり、都の直下が区となった。新たに区会が開設されたが、区長は官選のままなど自治権は制約された。

## 新制度（1947 - ）
1947年（昭和22年）5月3日、地方自治法が施行された。全国で、市町村は地方自治法による市町村へと移行した。ただし市町村がまだなかった八丈小島では村が新設された。また、日本から分離された南西諸島の大半と小笠原諸島では、1952年（昭和27年）から1973年（昭和48年）までの本土復帰に地方自治法が施行された。
従来の市町村は、そのまま新制度下の市町村に移行したが、自治権は大幅に拡大された。
東京都区部には、東京都制下から引き続き、市町村は置かれていない。しかし区は地方自治法により特別区に移行し、区長も公選となるなど市に準ずる地位を与えられた。
1950年代と2000年代を中心に、昭和の大合併と平成の大合併があった。明治の大合併と異なり、制度の大きな改革は伴っていない。